# Грейпвайн (Техас)
Грейпвайн (англ. Grapevine) — місто в США, в округах Таррант, Даллас і Дентон штату Техас. Населення — 46 334 особи (2010).

## Географія
Грейпвайн розташований за координатами 32°56′3″ пн. ш. 97°4′36″ зх. д. / 32.93417° пн. ш. 97.07667° зх. д. (32.934107, -97.076533).  За даними Бюро перепису населення США в 2010 році місто мало площу 92,09 км², з яких 82,71 км² — суходіл та 9,38 км² — водойми.

### Клімат
| Клімат : Грейпвайн    | Клімат : Грейпвайн | Клімат : Грейпвайн | Клімат : Грейпвайн | Клімат : Грейпвайн | Клімат : Грейпвайн | Клімат : Грейпвайн | Клімат : Грейпвайн | Клімат : Грейпвайн | Клімат : Грейпвайн | Клімат : Грейпвайн | Клімат : Грейпвайн | Клімат : Грейпвайн | Клімат : Грейпвайн |
| Показник              | Січ.               | Лют.               | Бер.               | Квіт.              | Трав.              | Черв.              | Лип.               | Серп.              | Вер.               | Жовт.              | Лист.              | Груд.              | Рік                |
| Середній максимум, °C | 13,4               | 15,6               | 19,8               | 24,4               | 28,6               | 32,7               | 35,3               | 35,8               | 31,4               | 26,0               | 19,4               | 14,0               | 24,7               |
| Середній мінімум, °C  | 0,1                | 1,8                | 6,7                | 11,0               | 16,4               | 20,4               | 22,6               | 22,5               | 18,1               | 11,8               | 6,4                | 1,1                | 11,6               |
| Норма опадів, мм      | 57                 | 71                 | 92                 | 80                 | 122                | 102                | 60                 | 46                 | 83                 | 102                | 75                 | 68                 | 958                |
| Днів з опадами        | 7,1                | 7,4                | 8,7                | 6,8                | 9,2                | 8,3                | 5,2                | 5,2                | 6,2                | 7,6                | 7,1                | 7,6                | 86,4               |
| --------------------- | ------------------ | ------------------ | ------------------ | ------------------ | ------------------ | ------------------ | ------------------ | ------------------ | ------------------ | ------------------ | ------------------ | ------------------ | ------------------ |
| Джерело: NOAA         |                    |                    |                    |                    |                    |                    |                    |                    |                    |                    |                    |                    |                    |

## Демографія
Згідно з переписом 2010 року, у місті мешкали 46 334 особи в 18 502 домогосподарствах у складі 12 332 родин. Густота населення становила 503 особи/км².  Було 19685 помешкань (214/км²).
Расовий склад населення:
| - 81,1 % — білих - 4,5 % — азіатів - 3,3 % — чорних або афроамериканців - 0,7 % — корінних американців - 0,2 % — вихідців з тихоокеанських островів - 8,0 % — осіб інших рас |

До двох чи більше рас належало 2,2 %. Частка іспаномовних становила 18,0 % від усіх жителів.
За віковим діапазоном населення розподілялося таким чином: 25,1 % — особи молодші 18 років, 67,0 % — особи у віці 18—64 років, 7,9 % — особи у віці 65 років та старші. Медіана віку мешканця становила 37,5 року. На 100 осіб жіночої статі у місті припадало 97,9 чоловіків;  на 100 жінок у віці від 18 років та старших — 96,2 чоловіків також старших 18 років.
Середній дохід на одне домашнє господарство  становив 103 437 доларів США (медіана — 79 083), а середній дохід на одну сім'ю — 121 484 долари (медіана — 101 801). Медіана доходів становила 62 279 доларів для чоловіків та 50 960 доларів для жінок. За межею бідності перебувало 11,9 % осіб, у тому числі 21,0 % дітей у віці до 18 років та 2,9 % осіб у віці 65 років та старших.
Цивільне працевлаштоване населення становило 28 535 осіб. Основні галузі зайнятості: науковці, спеціалісти, менеджери — 16,7 %, освіта, охорона здоров'я та соціальна допомога — 16,3 %, мистецтво, розваги та відпочинок — 12,5 %, роздрібна торгівля — 12,1 %.